# Барон Абингер
Барон Абингер из Абингера в графстве Суррей и городе Норидж — наследственный титул в системе Пэрства Соединённого королевства.

## История
Титул барона Абингера был создан 12 января 1835 года для известного адвоката и политика, сэра Джеймса Скарлетта (1769—1844). Он был депутатом Палаты общин от Питерборо (1819—1830), Малтона (1830—1831), Кокермута (1831—1832) и Нориджа (1832—1835), занимал должности генерального атторнея Англии и Уэльса (1827—1828, 1829—1830), главного судьи Суда казначейства (1834—1844). Его сменил его старший сын, Роберт Кэмпбелл Скарллет, 2-й барон Абингер (1794—1861). Он представлял в Палате общин Норидж (1835—1838) и Хоршем (1841—1844). Ему наследовал его сын, Уильям Фредерик Скарлетт, 3-й барон Абингер (1826—1892). Он имел чин генерал-лейтенанта британской армии, участвовал в Крымской войне с Россией. После смерти его сына, Джеймса Йорка Макгрегора Скарлетта, 4-го барона Абингера (1871—1903), линия старшего сына первого барона угасла. Баронский титул унаследовал его троюродный брат, Шелли Леопольд Дуглас Скарлетт, 5-й барон Абингер (1872—1917). Он был внуком достопочтенного Питера Кэмпбелла Скарлетта, третьего сына 1-го барона Абингера. После его смерти титул перешел к его младшему брату, Роберту Бруку Кэмпбеллу Скарлетту, 6-му барону Абингеру (1876—1927), а затем к другому брату, Хью Ричарду Скарлетту, 7-му барону Абингеру (1878—1943). По состоянию на 2024 год носителем титула являлся внук последнего, Джеймс Гарри Скарлетт, 9-й барон Абингер (род. 1959), который сменил своего отца в 2002 году.
Достопочтенный сэр Джеймс Йорк Скарлетт (1799—1871), второй сын 1-го барона Абингера, был генералом британской армии и участвовал в Крымской войне. Достопочтенная Мэри Элизабет Скарлетт (1796—1860), дочь 1-го барона Абингера, получила в 1836 году титул баронессы Стратеден. Она была женой Джона Кэмпбелла, 1-го барона Кэмпбелла (1779—1861), получившего в 1841 году титул барона Кэмпбелла.

## Бароны Абингер (1835)
- 1835—1844: Джеймс Скарлетт, 1-й барон Абингер[англ.] (13 декабря 1769 — 17 апреля 1844), сын Роберта Скарлетта (ум. 1798);
- 1844—1861: Роберт Кэмпбелл Скарлетт, 2-й барон Абингер[англ.] (5 сентября 1794 — 24 июня 1861), старший сын предыдущего;
- 1861—1892: Генерал-лейтенант Уильям Фредерик Скарлетт, 3-й барон Абингер[англ.] (30 августа 1826 — 16 января 1892), старший сын предыдущего;
- 1892—1903: Джеймс Йорк Макгрегор Скарлетт, 4-й барон Абингер[англ.] (13 марта 1871 — 11 декабря 1903), единственный сын предыдущего;
- 1903—1917: Коммандер Шелли Леопольд Лоуренс Скарлетт, 5-й барон Абингер[англ.] (1 апреля 1872 — 23 мая 1917), старший сын подполковника Леопольда Джеймса Йорка Кэмпбелла Скарлетта (1847—1888), внук достопочтенного Питера Кэмпбелла Скарлетта (1804—1881), правнук 1-го барона Абингера;
- 1917—1927: Роберт Брук Кэмпбелл Скарлетт, 6-й барон Абингер[англ.] (8 января 1876 — 10 июня 1927), младший брат предыдущего;
- 1927—1943: Подполковник Хью Ричард Скарлетт, 7-й барон Абингер (25 ноября 1878 — 21 июля 1943), младший брат предыдущего;
- 1943—2002: Подполковник Джеймс Ричард Скарлетт, 8-й барон Абингер (28 сентября 1914 — 23 сентября 2002), старший сын предыдущего;
- 2002 — настоящее время: Джеймс Гарри Скарлетт, 9-й барон Абингер (род. 28 мая 1959), старший сын предыдущего;
  - Наследник титула: достопочтенный Питер Ричард Скарлетт (род. 21 марта 1961), младший брат предыдущего;
    - Наследник наследника: Гарри Александр Питер Скарлетт (род. 20 апреля 1997), единственный сын предыдущего.